# Francisco Randez
Francisco Randez (Montreal, 10 de junio de 1980) es un modelo canadiense.

## Biografía
Francisco Randez nació el 10 de junio de 1980 y creció en Montreal (Quebec). Tiene ascendencia española por parte paterna.
Estudió música y modelaje, no obstante su interés sobre el cuerpo humano y los deportes lo llevarían a estudiar también la carrera en masaje terapéutico en el Guijeck Institute en Montreal.
Ha participado en estudios de medicina natural, siguiendo su pasión e interés sobre la salud y las alternativas naturales.

## Carrera
Empezó en el mundo del modelaje cuando tenía 20 años, participando en campañas de marcas y diseñadores renombrados como Jean Paul Gaultier y Benetton. Los personajes principales de la serie de videojuegos, Assassin's Creed, están basados en su físico.